# Liste der Stolpersteine in Frankfurt am Main
Die Liste der Stolpersteine in Frankfurt am Main führt die vom Künstler Gunter Demnig verlegten Stolpersteine in Frankfurt am Main auf. Die Initiative Stolpersteine in Frankfurt am Main e. V. hat seit November 2003 die Verlegung von ca. 2000 Stolpersteinen, mindestens fünf Kopfsteinen und mindestens vier Stolperschwellen veranlasst. Die Initiative wird von der Stadt Frankfurt sowie von zahlreichen Institutionen, darunter das Jüdische Museum und das Institut für Stadtgeschichte unterstützt.
Die Steine erinnern an Menschen, die während der Zeit des Nationalsozialismus verfolgt, verhaftet, gequält, entrechtet, zur Flucht oder zum Suizid getrieben oder ermordet wurden. An ihrem letzten frei gewählten Wohnort in Frankfurt erinnern die Steine an alle Opfer des Nationalsozialismus: an Juden, Sinti und Roma, politisch Verfolgte, Zeugen Jehovas, Homosexuelle und Zwangsarbeiter, an als „asozial“ gebrandmarkte Menschen und an die Opfer der sogenannten „Euthanasie“-Morde an Kranken und Behinderten.
Im Oktober 2018 verlegte Gunter Demnig in Frankfurt den europaweit siebzigtausendsten Stein.
Die Stadtteile sind nach der Liste der Stadtteile von Frankfurt am Main angelegt. In den nicht gelisteten Stadtteilen liegen bislang keine Stolpersteine.
Über die hinter den Namen der Opfer liegenden Links lässt sich die zugehörige Biographie auf der Homepage der Stadt Frankfurt aufrufen.

## Liste
Die Liste der Stolpersteine in Frankfurt am Main wurde wegen ihrer Größe in die einzelnen Stadtteile aufgeteilt.
 Karte mit allen Koordinaten: OSM | WikiMap
| Ortsbezirk 1 – Innenstadt I                                       |
| ----------------------------------------------------------------- |
| Altstadt • Bahnhofsviertel • Gallus • Gutleutviertel • Innenstadt |

| Ortsbezirk 2 – Innenstadt II |
| ---------------------------- |
| Bockenheim • Westend         |

| Ortsbezirk 3 – Innenstadt III |
| ----------------------------- |
| Nordend                       |

| Ortsbezirk 4 Bornheim/Ostend |
| ---------------------------- |
| Bornheim • Ostend            |

| Ortsbezirk 5 – Süd                                                |
| ----------------------------------------------------------------- |
| Niederrad • Oberrad • Sachsenhausen ohne Stolpersteine: Flughafen |

| Ortsbezirk 6 – West                                                                                              |
| --- |
| Griesheim • Höchst • Nied • Schwanheim • Sindlingen • Sossenheim • Unterliederbach ohne Stolpersteine: Zeilsheim |

| Ortsbezirk 7 – Mitte-West      |
| ------------------------------ |
| Hausen • Praunheim • Rödelheim |

| Ortsbezirk 8 – Nord-West               |
| -------------------------------------- |
| Heddernheim • Niederursel • Römerstadt |

| Ortsbezirk 9 – Mitte-Nord          |
| ---------------------------------- |
| Dornbusch • Eschersheim • Ginnheim |

| Ortsbezirk 10 – Nord-Ost                                                              |
| ------------------------------------------------------------------------------------- |
| Eckenheim ohne Stolpersteine: Berkersheim, Bonames, Frankfurter Berg und Preungesheim |

| Ortsbezirk 11 – Ost                |
| ---------------------------------- |
| Fechenheim • Riederwald • Seckbach |

| Ortsbezirk 12 – Kalbach/Riedberg     |
| ------------------------------------ |
| ohne Stolpersteine: Kalbach-Riedberg |

| Ortsbezirk 13 – Nieder-Erlenbach     |
| ------------------------------------ |
| ohne Stolpersteine: Nieder-Erlenbach |

| Ortsbezirk 14 – Harheim |
| ----------------------- |
| Harheim                 |

| Ortsbezirk 15 – Nieder-Eschbach |
| ------------------------------- |
| Nieder-Eschbach                 |

| Ortsbezirk 16 – Bergen-Enkheim |
| ------------------------------ |
| Bergen-Enkheim                 |